# Liste der Stolpersteine in Schieder-Schwalenberg
Die Liste der Stolpersteine in Schieder-Schwalenberg enthält die Stolpersteine, die im Rahmen des gleichnamigen Kunst-Projekts von Gunter Demnig in Schieder-Schwalenberg verlegt wurden. Mit ihnen soll an die Opfer des Nationalsozialismus erinnert werden, die in Schieder-Schwalenberg lebten und wirkten.

## Liste der Stolpersteine
In Schieder-Schwalenberg wurden bisher sechs Stolpersteine an einer Adresse verlegt.
| Stolperstein    | Inschrift | Verlegeort    | Name, Leben                                       |
| --------------- | --- | ------------- | ------------------------------------------------- |
| Bild gesucht BW | HIER WOHNTE EMMY BACHRACH GEB. KROHN JG. 1882 GEDEMÜTIGT / ENTRECHTET TOT 29.12.1937                                 | Marktstraße 5 | Emmy Bachrach, geborene Krohn (1882–1937)         |
|                 | FRANZISKA BACHRACH JG.1896 DEPORTIERT 15.12.1941 GHETTO RIGA 1944 KZ STUTTHOF ERMORDET                               | Marktstraße 5 | Franziska Bachrach (1896–1944/45)                 |
|                 | HIER WOHNTE GUSTAV BACHRACH JG. 1875 'SCHUTZHAFT' 1938 KZ BUCHENWALD DEPORTIERT 15.12.1941 GHETTO RIGA ERMORDET 1942 | Marktstraße 5 | Gustav Bachrach (1875–1942)                       |
|                 | HIER WOHNTE HEINZ BACHRACH JG. 1905 DEPORTIERT 15.12.1941 GHETTO RIGA 1944 KZ STUTTHOF ERMORDET                      | Marktstraße 5 | Heinz Bachrach (1905–1944/45)                     |
|                 | HILDEGARD BACHRACH GEB. MOSES 1907 DEPORTIERT 15.12.1941 GHETTO RIGA 1944 KZ STUTTHOF ERMORDET                       | Marktstraße 5 | Hildegard Bachrach, geborene Moses (1907–1944/45) |
|                 | HIER WOHNTE WILLI HARF JG. 1917 'SCHUTZHAFT' 1938 KZ BUCHENWALD DEPORTIERT 15.12.1941 GHETTO WARSCHAU ERMORDET       | Marktstraße 5 | Willi Harf (1917–1941/45)                         |

## Verlegedatum
- 7. Dezember 2023